# Gimnasio Saddam Husein

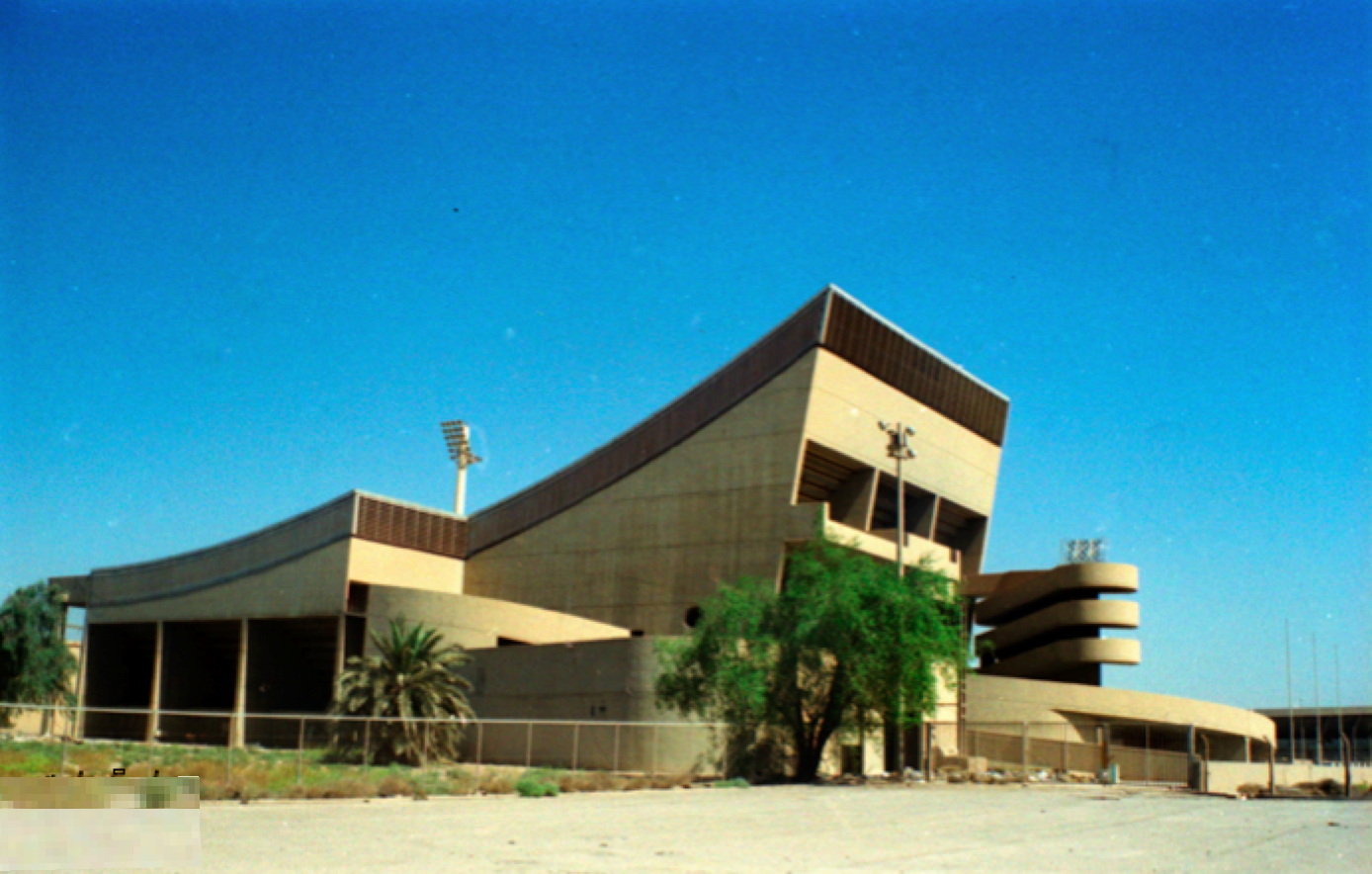
Gimnasio Le Corbusier en Bagdad.

El Gimnasio Saddam Husein es un complejo deportivo ubicado en Bagdad, Irak. El edificio fue diseñado bajo la comisión de Faysal II de Irak en 1956 por el prestigioso arquitecto Le Corbusier, uno de los máximos exponentes de la arquitectura moderna. 
Después del derrocamiento de Faisal II durante un golpe militar en 1958, el proyecto fue dejado de lado. Durante el gobierno de Sadam Huseín las obras se reanudaron, adaptando el nombre a su persona, y se construyó un estadio cubierto con 3000 asientos con un techo que alcanza los 34 metros de altura realizado con un entramado de acero y cubierto con hojas de aluminio corrugado. También se añadió un anfiteatro adyacente al aire libre que permanece unido al estadio cubierto mediante una enorme puerta corredora que cuando se abre, integra los dos lugares en uno. 